# Bútio-de-faces-cinzentas
Bútio-de-faces-cinzentas (Butastur indicus) é uma ave de rapina asiática. Com comprimento típico de 41 a 46 cm, é considerado uma ave de rapina de pequeno porte. Reproduz-se em Manchúria, Coreia e Japão, e migra para o Sudeste Asiático durante o inverno.
Habita áreas abertas e alimenta-se de lagartos, pequenos mamíferos e insetos grandes.
O adulto possui cabeça, peito e pescoço cinzentos, garganta branca, "bigodes" pretos e listras mesiais, dorso e asas superiores marrons, e barras marrons nas partes inferiores e asas brancas. O filhote é marrom e mosqueado no dorso, pálido na parte inferior com listras marrons, e apresenta uma ampla listra superciliar branca e face marrom.

## Taxonomia
O bútio-de-faces-cinzentas foi formalmente descrito em 1788 pelo naturalista alemão Johann Friedrich Gmelin em sua edição revisada e ampliada do Systema Naturae de Lineu. Ele o classificou com as águias, gaviões e afins no gênero Falco e criou o nome binomial Falco indicus. Gmelin baseou-se no "gavião de Java" descrito em 1781 por John Latham a partir de um espécime da coleção Leveriana, obtido em fevereiro de 1780 na Panaitan [en], próxima ao cabo mais ocidental de Java, durante a última viagem da James Cook. Hoje, o bútio-de-faces-cinzentas é uma das quatro espécies do gênero Butastur, introduzido em 1843 pelo naturalista inglês Brian Houghton Hodgson. O nome do gênero é uma aglutinação dos gêneros Buteo, criado por Bernard Germain de Lacépède para os bútios, e Astur, também de Lacépède, para os gaviões-açores. O epíteto específico indicus é latim para "indiano". Não há subespécies reconhecidas.

## Descrição
Machos e fêmeas do bútio-de-faces-cinzentas têm a mesma coloração. Os adultos apresentam a parte superior do peito vermelho e marrom, enquanto o peito é marrom ou marrom-escuro, com barras escuras descendentes no abdômen. A forma menos comum, conhecida como morfo escuro, é totalmente marrom. Esta ave de rapina de pequeno porte mede geralmente de 41 a 46 cm de comprimento. Suas asas são pontiagudas e estreitas, com penas finas que parecem transparentes em voo. A cauda é marrom-acinzentada com barras horizontais, e a íris é amarelo-vivo. Os filhotes têm menos vermelho, com barras marrom-escuras no abdômen, face e olhos marrons com tons claros e uma listra superciliar ampla e branca.

## Distribuição e habitat
A maioria da espécie é encontrada no Japão, especialmente em Satoyama, uma região com diversos ambientes como florestas, arrozais, riachos e pastagens. Em sua área de reprodução, o bútio habita florestas de coníferas e mistas perenes em montanhas, bordas de florestas, campos, prados, pântanos e áreas agrícolas.

### Migração
Os bútios-de-faces-cinzentas utilizam a única rota migratória oceânica do mundo para aves de rapina. O apoio do vento e características geográficas, como ilhas, permitem essa migração sobre o oceano. Chegam às áreas de reprodução no Japão entre o final de março e início de abril. Supõe-se que os machos cheguem primeiro, defendendo o território enquanto aguardam as fêmeas. Após a chegada delas, começam a construção do ninho e a copulação. No outono, partem em bandos para o sul entre o final de setembro e meados de outubro. Em Taiwan, são migrantes comuns na primavera e verão, com alguns permanecendo no inverno na Ilha das Orquídeas.
Como a maioria dos bútios, utilizam correntes de ar ascendentes para ganhar altitude e percorrer grandes distâncias planando durante a migração. Taiwan está em uma rota migratória importante, com grandes números vistos em outubro na península de Hengchun [en] rumo ao sul, e em março e abril nas montanhas escalonadas de Taichung e Changhua rumo ao norte.

## Comportamento e ecologia

### Alimentação
Durante a época de reprodução, os machos passam até 90% do dia empoleirados, procurando presas. O poleiro de caça fica geralmente a cerca de 500 metros do ninho. Alimentam-se de sapos, crustáceos, lagartos, insetos, pequenos roedores e, ocasionalmente, outras aves. Empoleiram-se em árvores ou postes próximos a habitats abertos, como arrozais, terras cultivadas e clareiras, e descem para capturar pequenos animais com os pés em Satoyama. Adotam um método de busca e emboscada para economizar tempo e energia, garantindo o suficiente para sobreviver.
A dieta varia conforme o local de forrageamento em cada estação. Os tipos de vegetação nas áreas de caça mudam ao longo da temporada de reprodução, passando de arrozais para diques, campos de gramíneas aráveis e, finalmente, áreas florestadas. Com essa mudança, as presas principais passam de sapos para insetos. Em arrozais, capturam sapos e pequenos mamíferos; em diques e campos aráveis, caçam sapos, mamíferos, lagartos, cobras e insetos; em áreas florestadas, predominam insetos e sapos.

### Reprodução
Na temporada de reprodução, o bútio-de-faces-cinzentas constrói um ninho pequeno de gravetos em uma árvore, geralmente uma árvore japonesa. Na China, os ninhos são tipicamente localizados em florestas densas de coníferas ou folhosas, com arbustos espessos, encostas íngremes e orientação norte. O ninho é forrado com grama e folhas. A ninhada varia de 3 a 4 ovos brancos com manchas ferrugem ou marrom-avermelhadas. Reproduzem-se no leste da China, leste da Rússia e Japão, e no inverno concentram-se principalmente na Indochina, Malásia e Filipinas.
O mesmo ninho pode ser reusado anualmente até precisar de reconstrução. As fêmeas incubam os ovos e cuidam dos filhotes na maior parte do tempo, com os machos as substituindo brevemente algumas vezes ao dia. Os ovos eclodem entre maio e junho, cerca de um mês após a postura. Os filhotes emplumam entre junho e julho, cerca de 35 dias após o nascimento, sendo alimentados pelos pais por cerca de duas semanas antes de se tornarem independentes e começarem a se deslocar por longas distâncias.

## Relação com humanos
Historicamente, a maior ameaça ao bútio-de-faces-cinzentas em Taiwan foi a caça descontrolada nas áreas de Baguashan e Península de Hengchun, prática que persiste por gerações. A Sociedade de Aves Selvagens do Japão e outras organizações conseguiram promover legislações no Japão que encerraram a importação de peles de aves de rapina, reduzindo a demanda por peles de bútio-de-faces-cinzentas de Taiwan.

## Estado de conservação
Em dezembro de 2006, o bútio-de-faces-cinzentas foi classificado como "Vulnerável" no Japão. Poucas medidas concretas de proteção foram tomadas, em parte porque cerca de 90% das áreas de reprodução são privadas e 75% não têm proteção legal para a fauna. Um plano básico em Toyota City, na província de Aichi, chamado "Criando um bosque onde bútio-de-faces-cinzentas possa viver", destaca-se. Nas áreas de observação natural de Toyota, que incluem paisagens de Satoyama com Yatsuda, a cidade tomou a iniciativa de criar habitats para sapos, presas dos bútios, e manter seus locais de forrageamento com manejo de água e capina em arrozais privados ociosos. A conservação de aves de rapina com grandes territórios, como o bútio-de-faces-cinzentas, seria impulsionada pelo envolvimento ativo de governos locais e regionais na manutenção de ecossistemas inteiros, incluindo terras privadas, em várias regiões do Japão.